# Jan Świątkowski
Jan Świątkowski (ur. 31 grudnia 1920 w Bydgoszczy, zm. 29 czerwca 2007 tamże) – wioślarz, trener, olimpijczyk z Helsinek 1952.
Reprezentant Bydgoskiego Towarzystwa Wioślarskiego (BTW). Wielokrotny (20) medalista mistrzostw Polski w tym 9-krotny mistrz Polski. Największe sukcesy odnosił w dwójkach bez sternika, a startował również w czwórkach bez sternika i ósemkach. Był akademickim mistrzem świata w 1951 w dwójce bez sternika.
Na igrzyskach olimpijskich w 1952 odpadł w eliminacjach dwójek bez sternika, jego partnerem był Stanisław Wieśniak.
Po zakończeniu kariery zawodniczej instruktor i trener wioślarstwa nadal związany z BTW. Jako trener zajmował się osadami kobiecymi, a następnie rozpoczął pracę z juniorami.